# 辛格 (路易斯安那州)
辛格（英語：Singer）是位於美國路易斯安那州博勒加德堂區的一個普查規定居民點。

## 人口
根據2020年美國人口普查的數據，辛格的面積為17.99平方千米，當中陸地面積為17.99平方千米，而水域面積為0.00平方千米。當地共有人口303人，而人口密度為每平方千米16.84人。